# Jason Richardson (košarkaš)
Jason Anthoney Richardson (Saginaw, Michigan, 20. siječnja 1981.) američki je profesionalni košarkaš. Igra na poziciji bek šutera, a trenutačno je član NBA momčadi Phoenix Sunsa. Izabran je u 1. krugu (5. ukupno) NBA drafta 2001. od strane Golden State Warriorsa.

## NBA karijera

### Golden State Warriors
Izabran je kao peti izbor NBA drafta 2001. od strane Golden State Warriorsa. U svojoj rookie sezoni, Richardson je prosječno postizao 14.4 poena, 4.3 skokova i 3 asistencije po utakmici te je na Rookie Challengeu osvojio nagradu za najkorisnijeg igrača te utakmice. Tijekom svog igranja u Warriorsima, Richardson je oduševljavao navijače sa svojim sjajnim i preciznim šutom, nevjerojatnim zakucavanjima te predanosti momčadi i navijačima. Nakon što su Warriorsi propustili doigravanje po 12. put u 12 godina, Richardson je, kao kapetan momčadi, uputio pismo isprike svim navijačima kluba. U sezoni 2006./07. Warriorsi su iznenađujuće ostvarili svoj prvi nastup u doigravanju, nakon 13 godina, te su u prvom krugu svladali, prvoplasirane i favorizirane, Dallas Maverickse u šest utakmica. U drugom krugu doigravanja susreli su se s Utah Jazzerima koji su ih s lakoćom pobijedili u pet utakmica. Richardson također drži rekord franšize Warriorsa po broju uzastopnih trica sa svojih osam koje je ostvario u utakmici s Phoenix Sunsima. 2002. i 2003. godine Richardson je osvajao Slam Dunk natjecanje te je time postao prvi igrač, nakon Michaela Jordana, koji je to natjecanje osvajao dva puta. Također se natjecao i 2004. godine, ali je u finalu izgubio od Freda Jonesa.

### Charlotte Bobcats
28. lipnja 2007. Richardson je mijenjan u Charlotte Bobcatse zajedno s pravima na Jermareoa Davidsona u zamjenu za prava na Brandana Wrighta. U prvoj sezoni u dresu Bobcatsa, Richardson je prosječno postizao 21.8 poena, 5.4 skokova i 3.1 asistencije po utakmici te je privukao pozornost medija svojom sjajnom izvedbom protiv Boston Celticsa gdje je postigao 34 poena i donio drugu gostujuću pobjedu svojoj momčadi. U prvoj utakmici protiv svoje bivše momčadi, Golden State Warriorsa, Richardson je postigao 42 poena te je pomogao momčadi ostvariti petu uzastopnu pobjedu. 

### Phoenix Suns
10. prosinca 2008. Richardson je mijenjan u Phoenix Sunse zajedno s Jaredom Dudleyem i izborom drugog kruga na NBA draftu 2010. godine u zamjenu za Borisa Diawa, Raju Bella i Seana Singletarya.
Trenutačno igrač Philadelphia 79ers-a

## NBA statistika

### Regularni dio
| Godina    | Klub         | Odig. uta. | Uta. poč. | Min. | 2P%  | 3P%  | Sl. bac.% | Skok. | Asist. | Ukr. lop. | Blok. | Poena |
| --------- | ------------ | ---------- | --------- | ---- | ---- | ---- | --------- | ----- | ------ | --------- | ----- | ----- |
| 2001./02. | Golden State | 80         | 75        | 32.9 | .426 | .333 | .671      | 4.3   | 3.0    | 1.3       | .4    | 14.4  |
| 2002./03. | Golden State | 82         | 82        | 32.9 | .410 | .368 | .764      | 4.6   | 3.0    | 1.1       | .3    | 15.6  |
| 2003./04. | Golden State | 78         | 78        | 37.6 | .438 | .282 | .684      | 6.7   | 2.9    | 1.1       | .5    | 18.7  |
| 2004./05. | Golden State | 72         | 72        | 37.8 | .446 | .338 | .693      | 5.9   | 3.9    | 1.5       | .4    | 21.7  |
| 2005./06. | Golden State | 75         | 75        | 38.4 | .446 | .384 | .673      | 5.8   | 3.1    | 1.3       | .5    | 23.2  |
| 2006./07. | Golden State | 51         | 49        | 32.8 | .417 | .365 | .657      | 5.1   | 3.4    | 1.1       | .6    | 16.0  |
| 2007./08. | Charlotte    | 82         | 82        | 38.4 | .441 | .406 | .752      | 5.4   | 3.1    | 1.4       | .7    | 21.8  |
| 2008./09. | Charlotte    | 14         | 14        | 35.1 | .441 | .458 | .745      | 4.1   | 2.6    | 1.0       | .2    | 18.7  |
| 2008./09. | Phoenix      | 58         | 57        | 33.1 | .488 | .383 | .778      | 4.5   | 1.9    | 1.1       | .4    | 16.4  |
| 2009./10. | Phoenix      | 34         | 34        | 30.8 | .461 | .371 | .762      | 4.8   | 2.0    | 1.0       | .4    | 15.4  |
| Ukupno    |              | 626        | 618       | 35.4 | .439 | .367 | .710      | 5.3   | 3.0    | 1.2       | .5    | 18.4  |

### Doigravanje
| Godina    | Klub         | Odig. uta. | Uta. poč. | Min. | 2P%  | 3P%  | Sl. bac.% | Skok. | Asist. | Ukr. lop. | Blok. | Poena |
| --------- | ------------ | ---------- | --------- | ---- | ---- | ---- | --------- | ----- | ------ | --------- | ----- | ----- |
| 2006./07. | Golden State | 11         | 11        | 38.9 | .476 | .354 | .704      | 6.7   | 2.0    | 1.3       | .4    | 19.1  |
| Ukupno    |              | 11         | 11        | 38.9 | .476 | .354 | .704      | 6.7   | 2.0    | 1.3       | .4    | 19.1  |

## Vanjske poveznice
- Službena stranica  Arhivirana inačica izvorne stranice od 15. siječnja 2010. (Wayback Machine)
- Profil na NBA.com
- Profil  Arhivirana inačica izvorne stranice od 12. travnja 2008. (Wayback Machine) na Basketball-Reference.com